# Эшампле

Округа Эшампле (как и на многих картах Барселоны, здесь север «повёрнут» относительно общепринятого положения на северо-восток)

Эшампле (кат. L'Eixample), или Новый город, — наиболее населённый район города Барселоны, возникший в XIX веке и расположенный между Старым городом (кат. Ciutat Vella) и множеством маленьких городов, ранее окружавших Барселону, а в XX веке превратившихся в новые городские районы. Эшампле занимает площадь около 7,5 км² и на его территории в 2005 году проживало более 262 тысяч человек.

## История возникновения
Новый район возник в XIX веке за пределами душивших Барселону городских стен, когда стала очевидной необходимость пространственного роста города, страдавшего от перенаселения и вызванных им частых эпидемий. В 1854 году правительство Эспартеро убедило королеву Изабеллу II снести городские стены и принять план урбанизации города инженера Ильдефонса Серды. Благодаря широкой низменности, окружавшей старый город, и изобретательности Серды, первый в мире новаторский проект современного урбанизма увенчался успехом и в Барселоне возник уникальный район с богатейшим, не имеющим себе равных, пластическим наследием. Серда планировал создать из Эшампле город-сад с прямыми перпендикулярными улицами и небольшими скверами внутри каждого жилого квартала. Однако из-за алчности предпринимателей и спекуляции земельными участками последняя идея осталась нереализованной.

## Местоположение
Район Эшампле начинается от площади Каталонии и охватывает всю центральную часть Барселоны. Площадь Каталонии служит естественной границей между Готическим кварталом и стилистически не похожими на него новыми районами. Другой естественной границей служит западная часть проспекта Диагональ, тогда как в восточной части Эшампле простирается и за него.
Официально район Эшампле делится на пять округов. Самый западный округ — Правый Эшампле (La Dreta de l’Eixample), далее на восток расположены Левый Эшампле (L' Esquerra de l’Eixample) и Саграда Фамилия (кат. La Sagrada Família), а южнее находятся округа Святого Антония (кат. Sant Antoni) и Fort Pienc (кат. Fort Pienc). Наряду с респектабельными районами центральной части Эшампле, расположенными недалеко от площади Каталонии и вблизи собора Святого Семейства, на периферии встречаются менее благополучные кварталы с ветхими домами, заселёнными бедняками.

## Главные улицы
Главной магистралью «Правого Эшампле» является широкий бульвар Грасиа (кат. Passeig de Gràcia), который возник на месте дороги, ведущей от площади Каталонии в городок Грасиа, ныне один из районов Барселоны. В 1890 году каталонская буржуазия начала застройку этой улицы великолепными зданиями, образующими наиболее известный городской ансамбль модернистской архитектуры. Параллельно бульвару Грасиа идёт вторая главная улица Эшампле Рамбла-де-Каталония. Это засаженный липами бульвар с множеством баров, кафе с террасами, магазинов, художественных галерей и кинотеатров. На западе ограничивая, а на востоке пересекая район, через Эшампле пролегает самая длинная городская транспортная артерия — проспект Диагональ — проходящий через весь город с юго-запада на северо-восток. На фешенебельном проспекте Диагональ расположено множество торговых центров и главных офисов крупных банков. Через район проходит ещё одна крупная городская улица, для краткости часто называемая Гран-Виа (кат. Gran Via de les Corts Catalanes).

## Архитектура

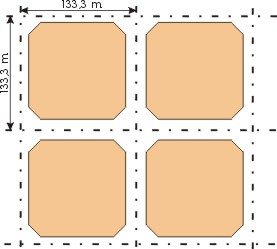
Планировка кварталов и улиц, используемая в Эшампле

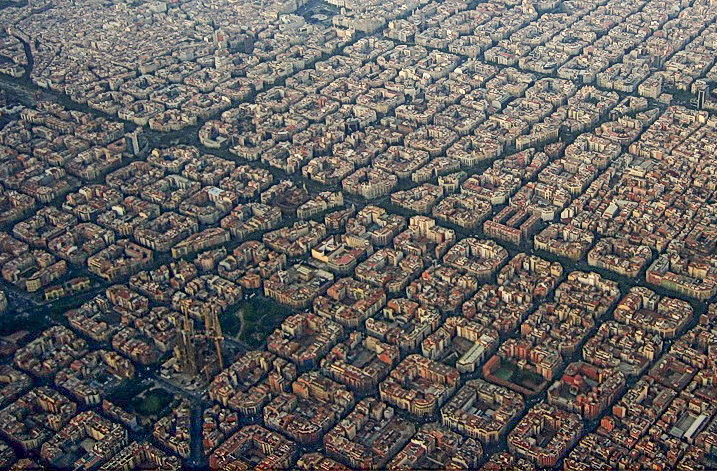
Вид Эшампле сверху

Прямые и широкие улицы Эшампле, в соответствии с проектом Серды, образуют прямоугольные (часто даже квадратные) кварталы с характерными скошенными углами. Такая планировка улиц позволяет беспрепятственно перемещаться транспорту и обеспечивает хорошую освещённость и вентиляцию. Благодаря октагональной форме кварталов, достигается улучшенный обзор на перекрёстках, а в настоящее время дополнительная свободная площадь на углу каждого квартала используется для кратковременной парковки автомобилей. Прямолинейная планировка была впервые применена в Барселоне и остаётся одной из её достопримечательностей. Однако первоначально предложенное устройство района обладало и другими полезными свойствами. Вместо замкнутого внутреннего пространства кварталов, окружённых с четырёх сторон домами, предполагалось создание небольшого сада с трёхсторонним окружением. И. Серда предлагал создать более широкие улицы и в его планы входила прокладка гораздо большего числа диагональных улиц.
В Эшампле находится огромное число домов XIX—XX веков самых различных стилей, но наиболее выдающиеся здания и сооружения сконцентрированы в центральных кварталах. Так, бульвар Грасиа буквально насыщен интересными модернистскими постройками, созданными известными каталонскими архитекторами Антони Гауди, Луисом Доменек-и-Монтанером и Жозепом Пуч-и-Кадафалком. Он обрамлён фонарями со скамьями, созданными по эскизам Пере Фалькеса, а в самом его начале расположен дом Паскуаль-и-Понс, построенный в 1891 году. Немного далее, по чётной стороне, находятся дома Рокамора, построенные в 1917 году братьями Жоакимом и Бонавентурой Бассегода-и-Амиго. Далее, уже на нечётной стороне бульвара, расположен известный «Квартал раздора», названный так из-за стилистической неоднородности образующих его модернистских зданий. В него входят дом Лео Морера с растительным орнаментом (архитектор Л. Доменек-и-Монтанер), два менее известных здания, созданных по проекту Энрика Санье, а затем знаменитые дом Амалье (архитектор Ж. Пуч-и-Кадафалк) и дом Бальо, перестроенный по проекту А. Гауди. Ещё дальше, на чётной стороне проспекта, под номером 82, расположен ещё один шедевр Гауди — дом Мила, или «Ла Педрера» («каменоломня»), считающийся вершиной модернистской архитектуры.
Недалеко от площади Каталонии, на улице Гран-Виа, находится великолепное здание старейшего университетского корпуса, построенное в третьей четверти XIX века по проекту Элиеса Рожента. Прямоугольное в плане здание имеет два патио с двухъярусной галереей и увенчано величественными башнями. Декорация его актового зала выполнена в популярном в XIX веке неоарабском стиле.
На пересечении Рамбла-де-Каталония с проспектом Диагональ стоит дом Серра архитектора Пуч-и-Кадафалка, образующий единый ансамбль с современным высотным зданием Провинциальной депутации Барселоны. Чуть в стороне от Рамбла-де-Каталония в 1879—1885 годах Доменеком-и-Монтанером было построено здание фонда Антони Тапиеса, посвящённое современному искусству. В 1989 году здание отреставрировали и увенчали металлической скульптурой работы самого Тапиеса, а предлогом для её создания послужило намерение уменьшить перепад высот с соседними зданиями. Ещё одно знаменитое строение Эшампле — «Дом с шипами» постройки 1906 года (Ж. Пуч-и-Кадафалк), оно расположено на проспекте Диагональ.
В районе попадаются и более традиционные, хотя и не менее замечательные здания. Примерами могут служить дворец Роберт на проспекте Диагональ, строения Доменек-и-Монтанера дом Фустер и дворец Монтанер, а также множество других домов.
Помимо храма Святого Семейства, творения Гауди, в Эшампле расположены ещё два шедевра барселонского модернизма, выполненные Доменек-и-Монтанером. Это Дворец каталонской музыки и госпиталь Святого Креста и Святого Павла. При постройке Дворца каталонской музыки архитектор стремился создать нечто большее, чем просто концертный зал, так как здание было предназначено каталонскому народному хору, организованному в Барселоне в начале XX века. Дворец находится на границе между старыми и новыми кварталами и считается крайним проявлением архитектурного стиля модерн. Госпиталь Святого Креста представляет собой ансамбль из нескольких павильонов и окружающего их сада. Павильоны выполняют функции специализированных корпусов и соединены подземной галереей.

## Список достопримечательностей
- Фонд Антони Тапиеса[кат.], 1879—1885 гг.
- Дом Висенс, 1883—1885 гг.
- Собор Святого Семейства, начало неоконченного до нашего времени строительства в 1882 г.
- дом Паскуаль-и-Понс[кат.], 1891 г.
- Дом Амалье, 1898—1900 гг.
- Дом Кальвет, 1898—1900 гг.
- Дом с шипами (кат. Casa de les Punxes или кат. Casa Terrades, исп. Casa de les Punxes или исп. Casa Terrades) — (1905). Здание, построенное по проекту архитектора-модерниста Жозепа Пуга.
- Дом Лео Морера, 1902—1906 гг.
- дворец Роберт[кат.], 1903 г.
- Дом Бальо, 1904—1906 гг.
- Госпиталь Святого Креста и Святого Павла (кат. L'Hospital de la Santa Creu i Sant Pau), 1905—1930 гг.
- Дом Мила, 1906—1910 гг.

## Галерея

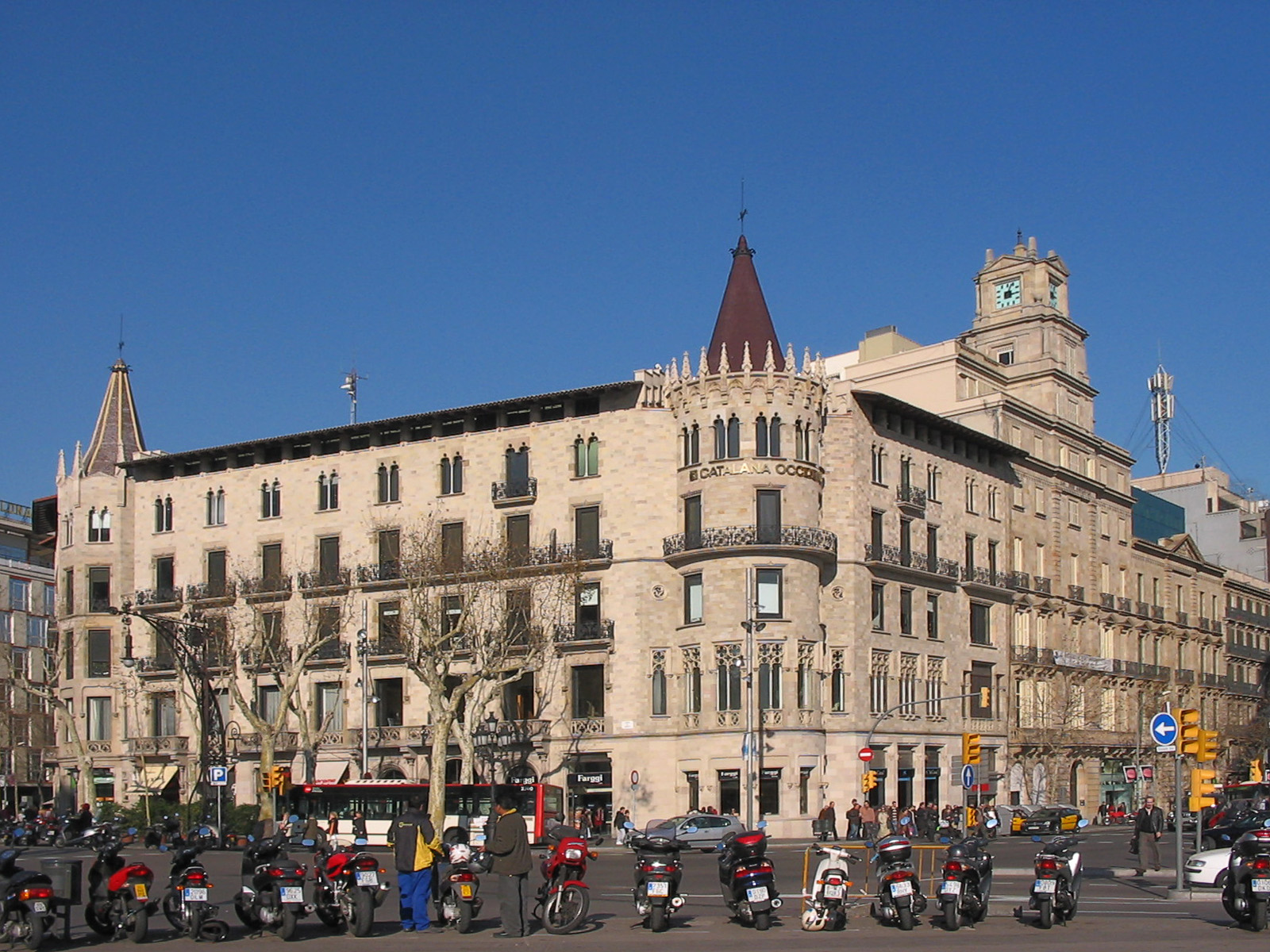
Дом Паскуаль и Понс
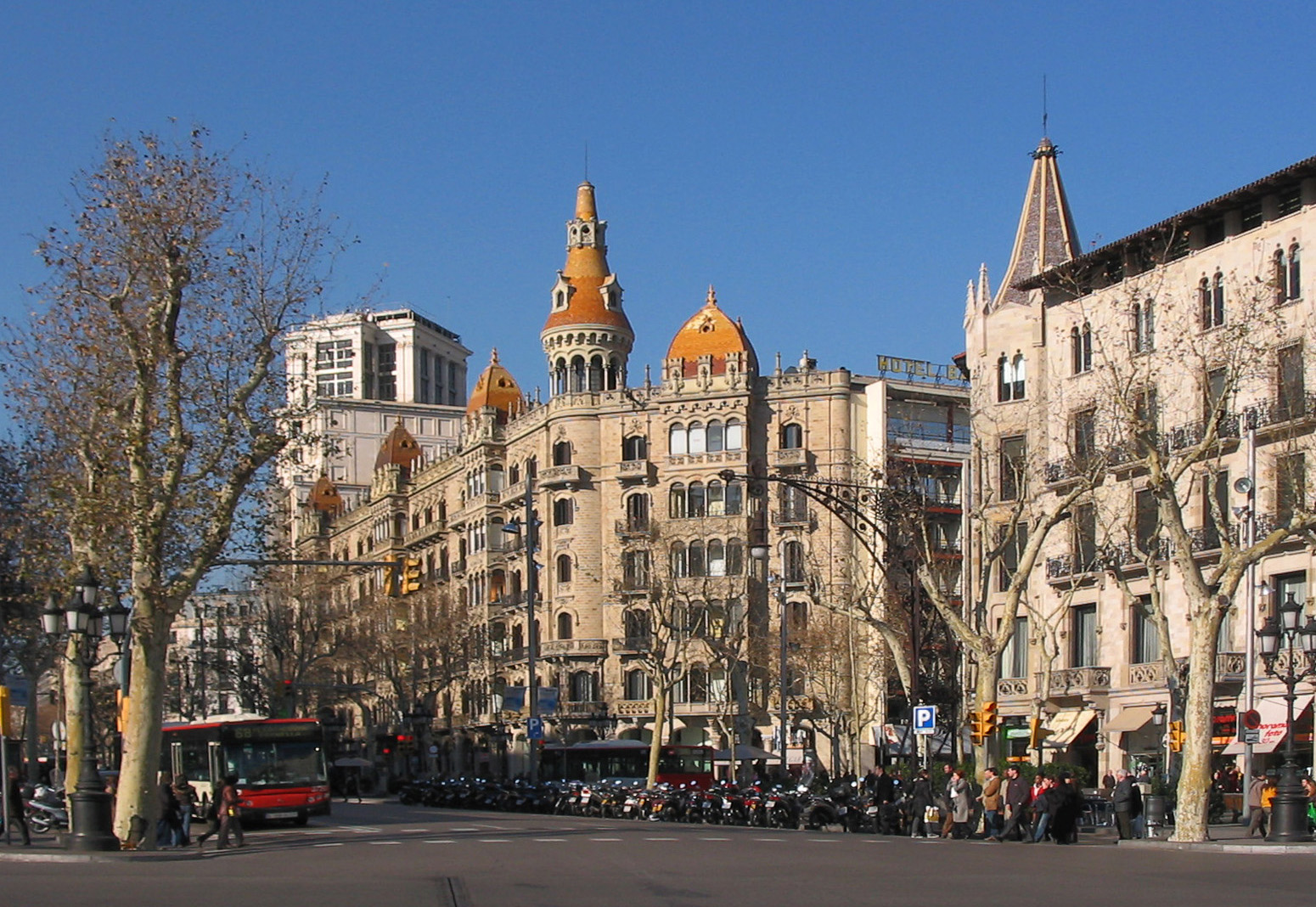
Дома Рокамора
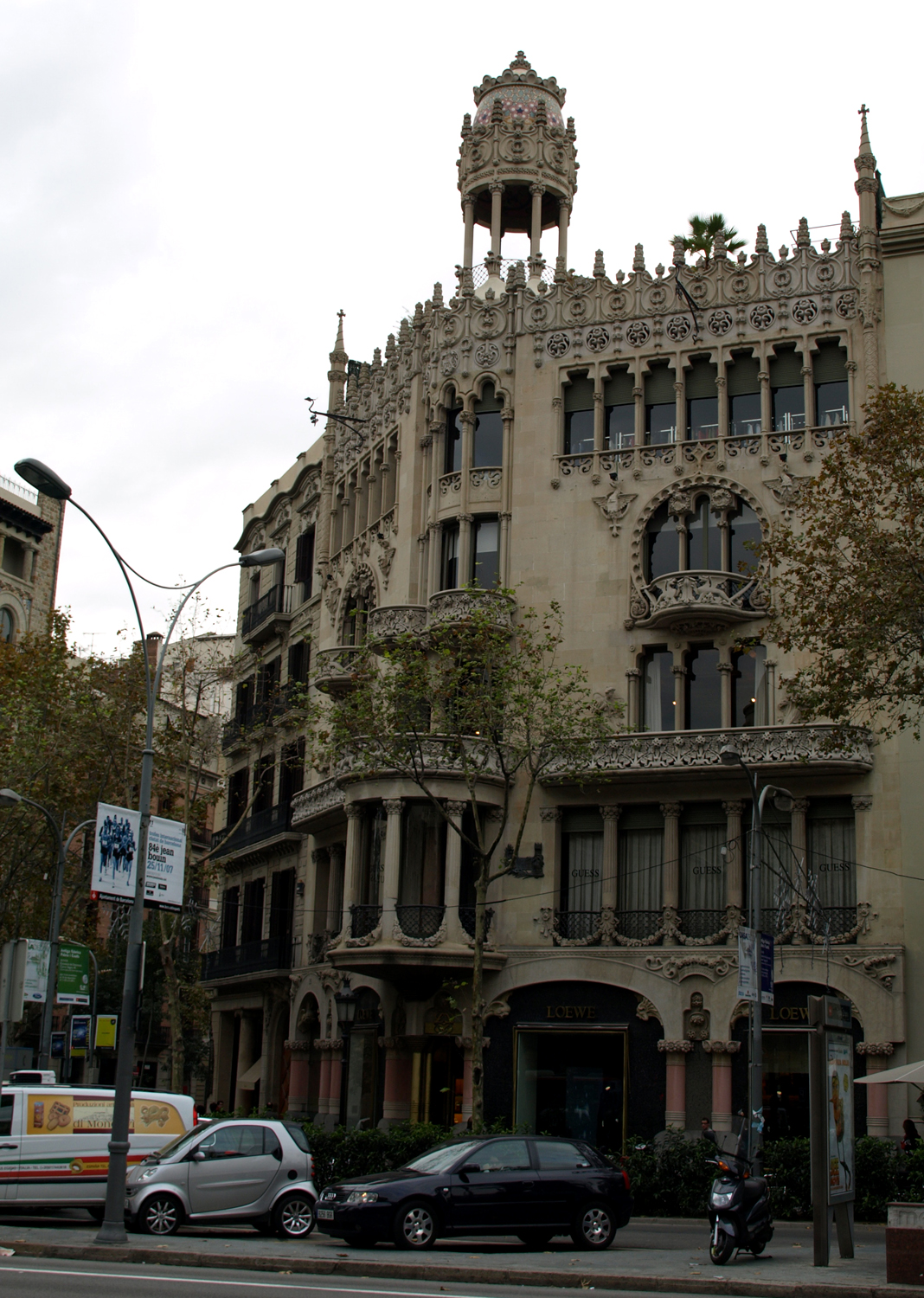
Дом Льео Морера (1902—1906 гг.)
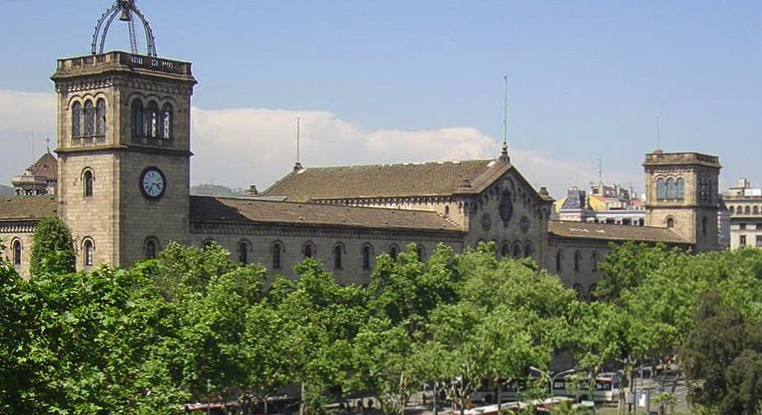
Старейшее здание университета
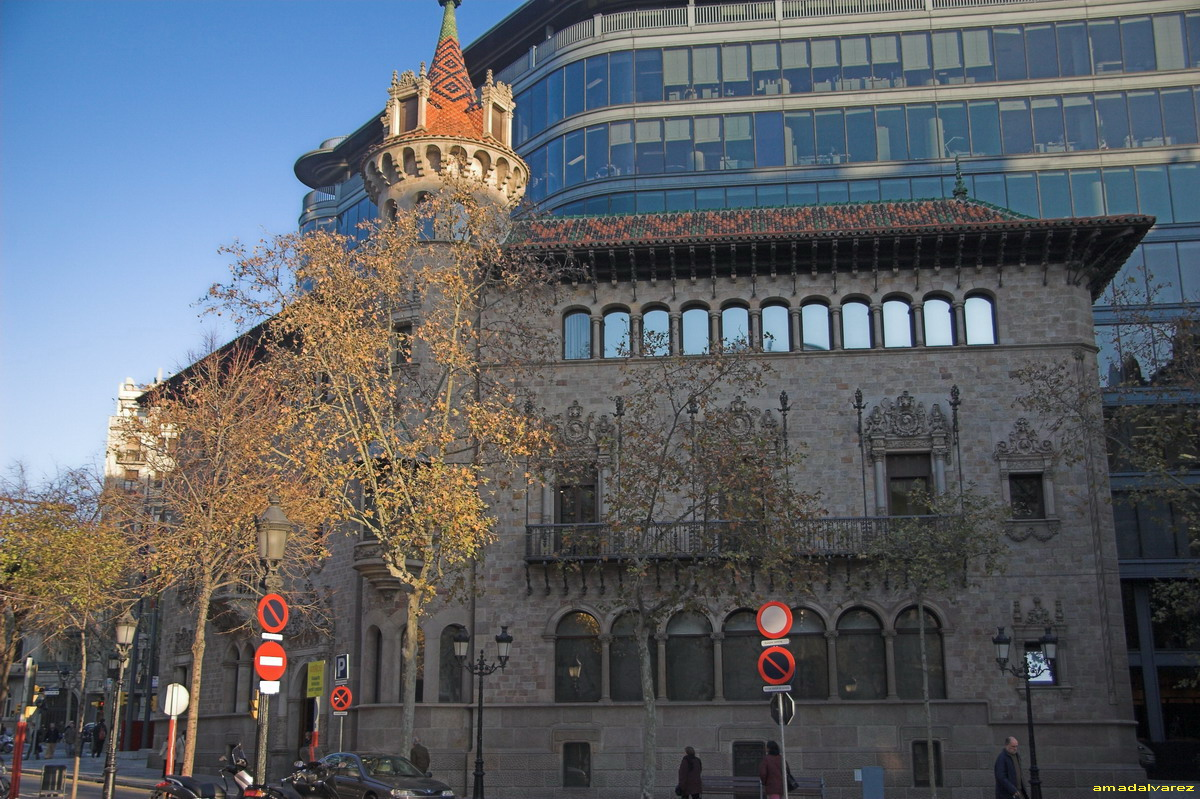
Дом Серра (1908 г.)
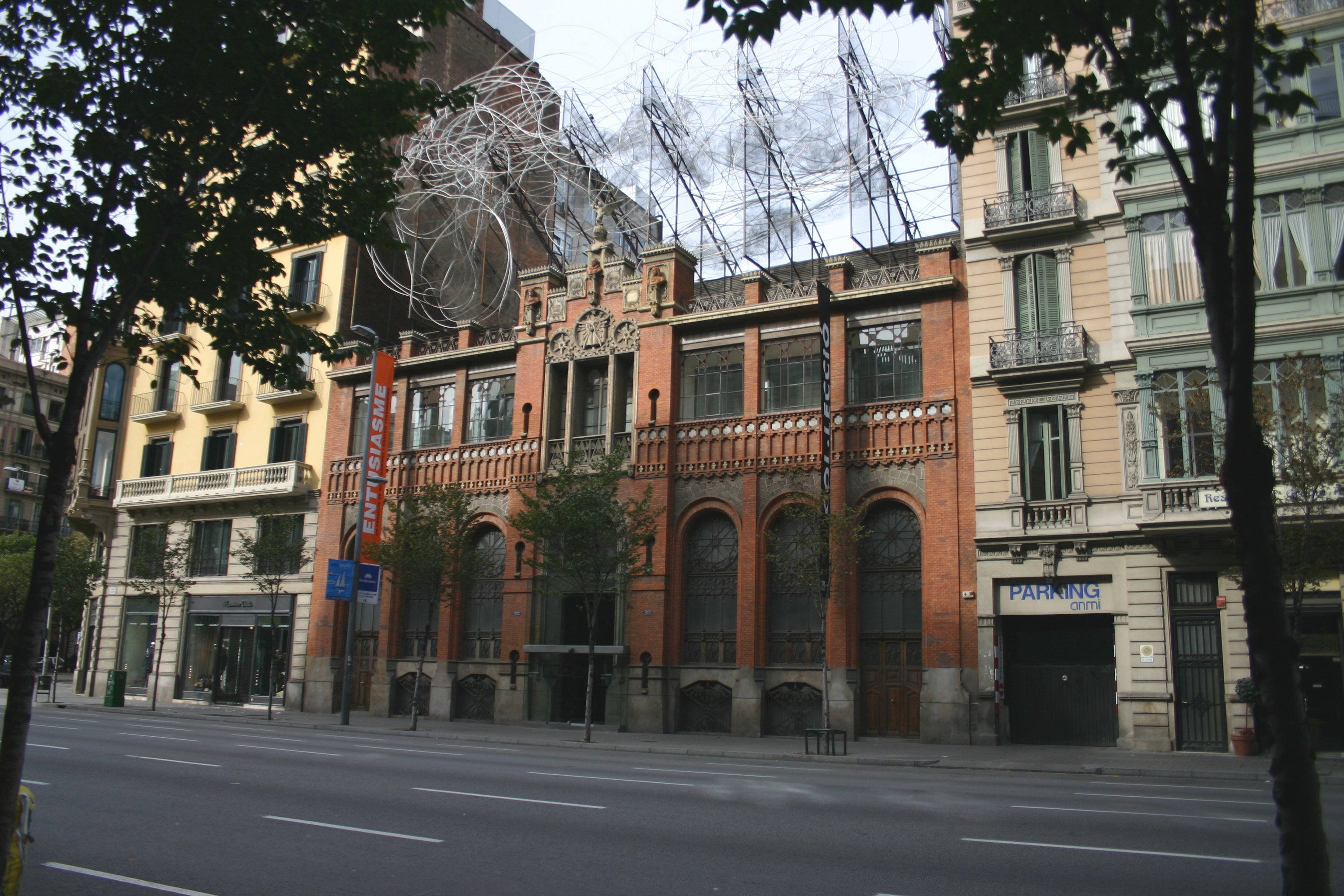
Фонд А. Тапиеса
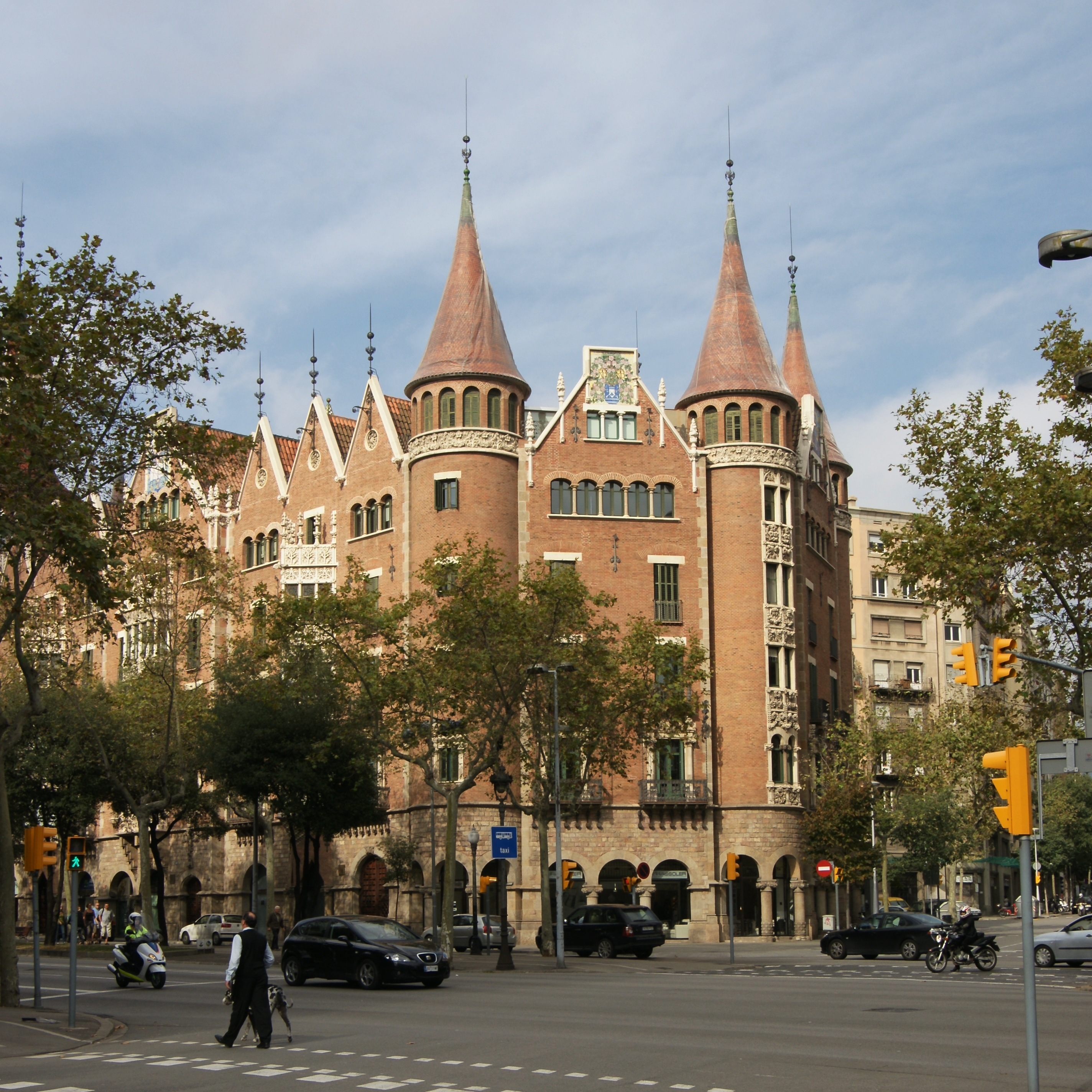
Дом со шпилями (1906 г.)
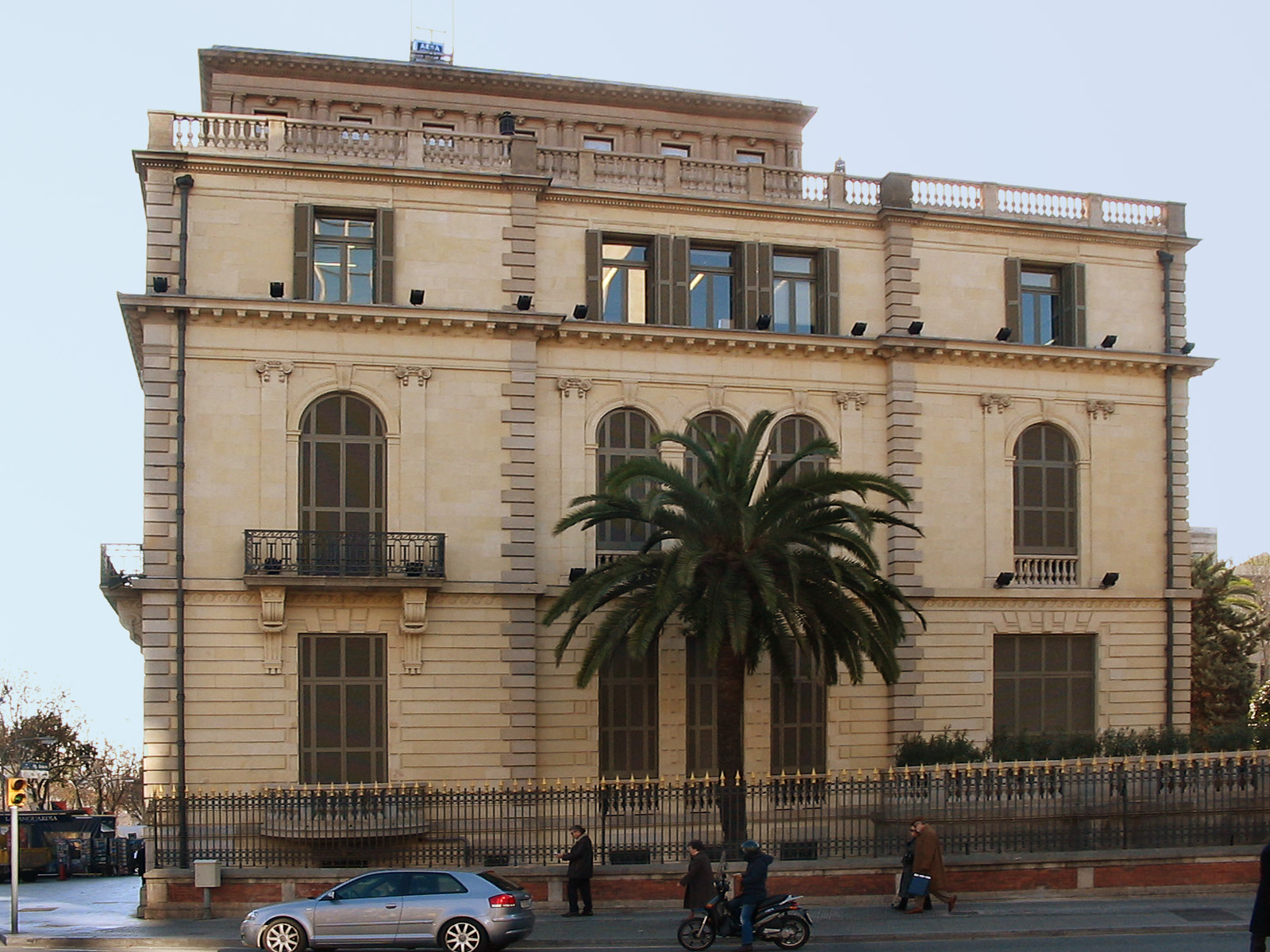
Дворец Роберт
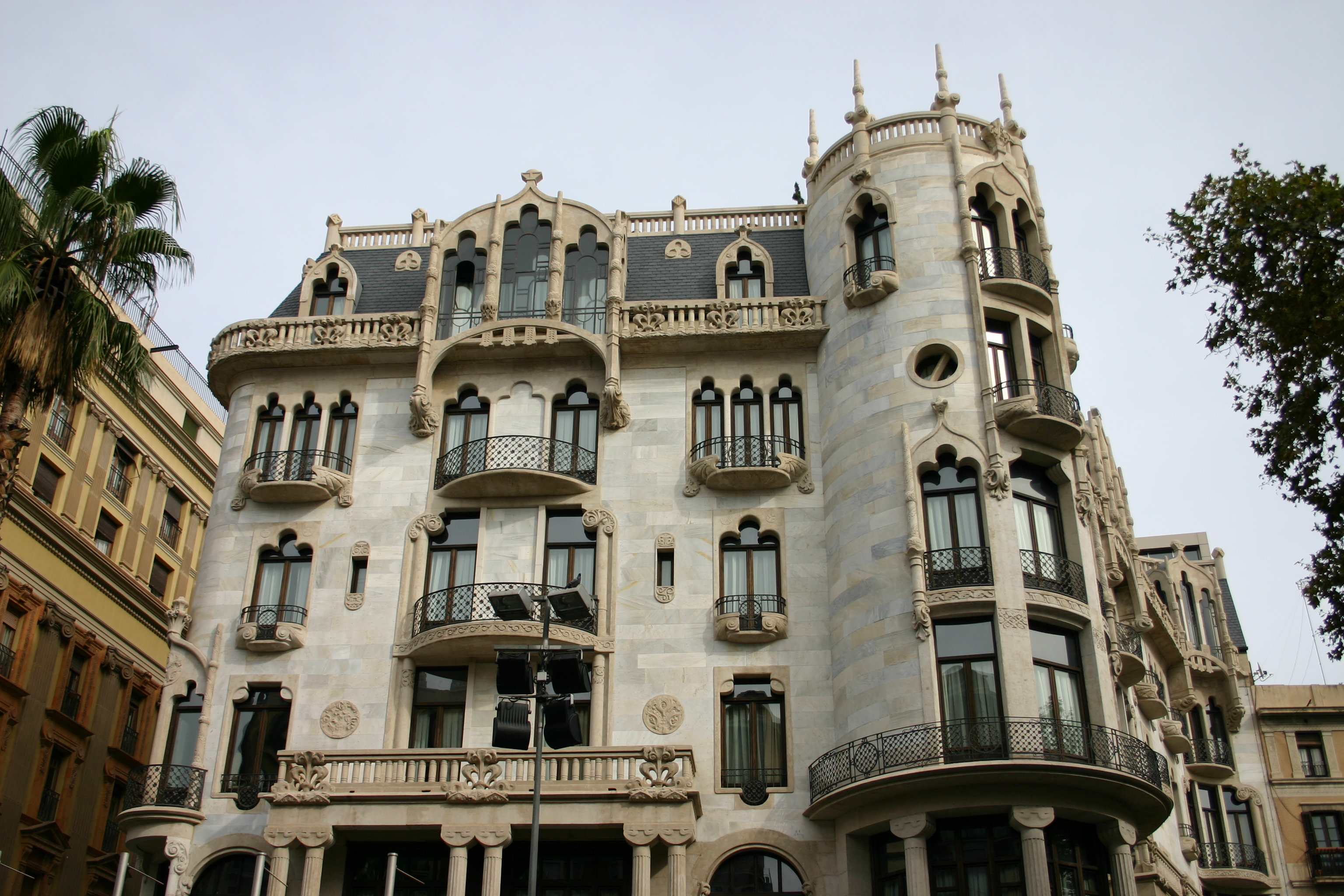
Дом Фустер
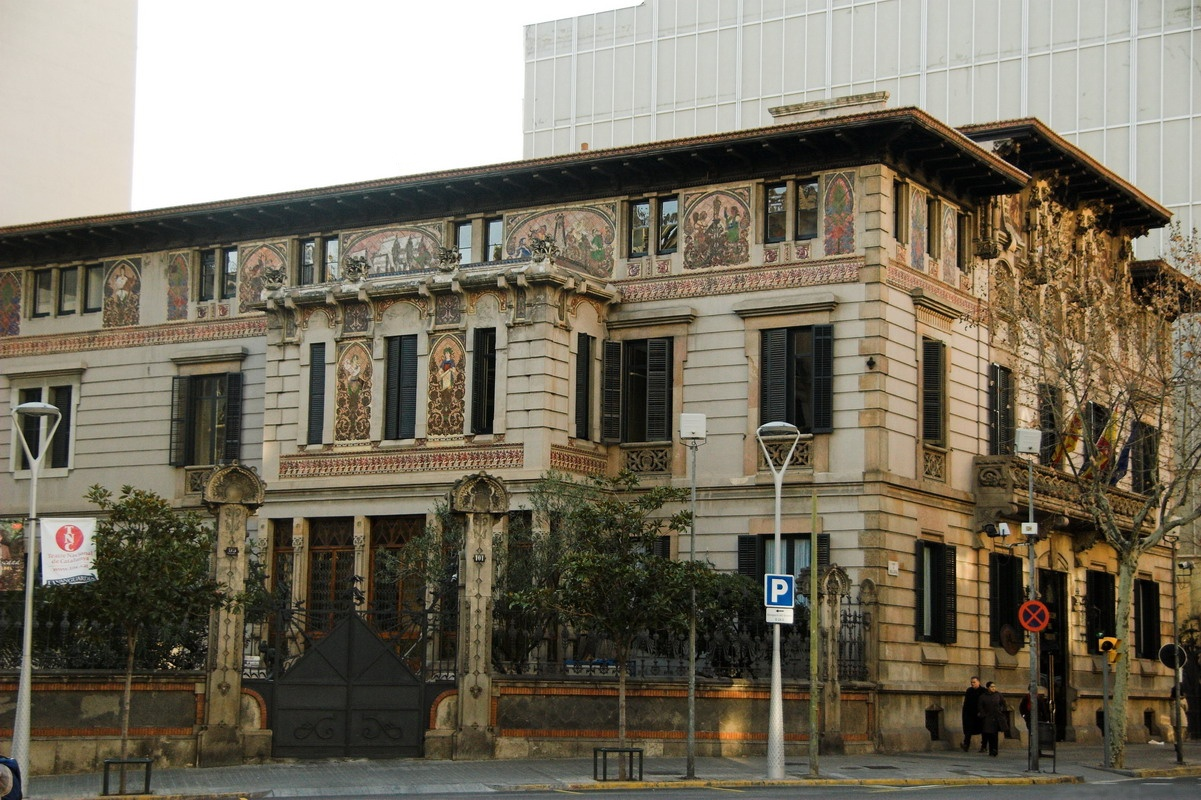
Дворец Монтанер
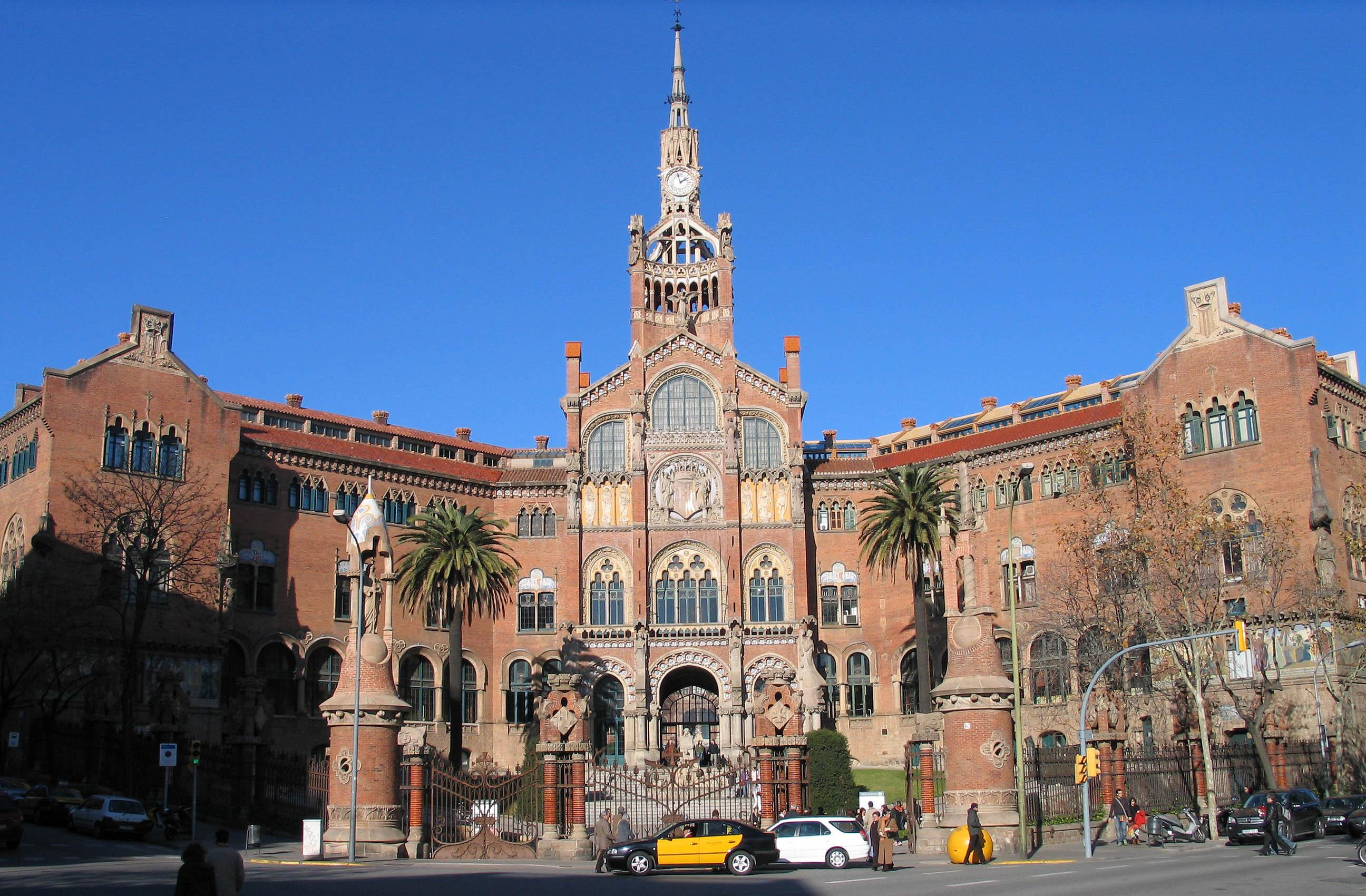
Госпиталь Святого Креста (1902 г.)